# Orleanesia richteri
Orleanesia richteri là một loài thực vật có hoa trong họ Lan. Loài này được Pabst mô tả khoa học đầu tiên năm 1964.